# چویکا
چویکا (به لاتین: Chuyka) یک منطقهٔ مسکونی در روسیه است که در جمهوری آلتای واقع شده‌است.